# Könsdifferentiering
Könsdifferentiering är en process hos de arter som har två kön när ett embryo antingen utvecklas till hane eller hona. Könet finns kodat i individens gener. Utifrån denna genetiska information utvecklas könskörtlar som sedan utvecklas till hanliga respektive honliga, samt könsorgan för respektive kön.
Hos människan inleds könsdifferentieringen med den könsbestämning som könskromosomerna avgör, en könsbestämning som leder till att embryot antingen bildar testiklar eller äggstockar som könskörtlar. Innan dess är embryot och dess utveckling könsoberoende, och alla embryon har müllerska gångar, wolffska gångar och förstadium till könskörtlar (urgonader). Urgonaden bildas i femte veckan.
Könsdifferentieringen hos embryot beror i synnerhet på könskromosomerna, men också på andra hormonella och genetiska faktorer.
I och med könsbestämningen bildar pojkfoster leydigceller och sertoliceller i testiklarna, vilka producerar testosteron och anti-müllerskt hormon (AMH). AMH tillbakabildar de müllerska gångarna, och testosteron vidareutvecklar de wolffska gångarna till de inre könsorganen.
Flickfoster kommer å andra sidan att i avsaknad av testosteron tillbakabilda de wolffska gångarna, och i avsaknad av AMH utveckla de müllerska gångarna till inre könsorgan.
Tillstånd där denna utveckling rubbas brukar benämnas med den engelska förkortningen DSD.
Den primära könsdifferentieringen slutförs under fostertiden, då de primära könskarakteristika är färdigutvecklade. I och med puberteten utvecklas de sekundära könskarakteristika.